# Noocratie
La noocratie (/ n oʊ ˈ ɒ k r ə s i /, du mot grec nocracy) où noûs signifie « esprit » ou « intellect » référant à la sagesse et kratos signifie « le pouvoir », dérivé du verbe kratein, « commander » donc « pouvoir des sages ») est une forme de gouvernement où la prise de décision est effectuée par des gens sages. L'idée est proposée par divers philosophes tels que Platon, Gautama Bouddha, al-Farabi et Confucius.

## Étymologie
Le mot lui-même est dérivé du grec nous, Gen. noos ( νους ) signifiant « esprit » ou « intellect », et « kratos » (κράτος), « autorité » ou « pouvoir ».

## Développement
L'une des premières tentatives de mise en œuvre d'un tel système politique fut peut-être la « cité des sages » de Pythagore , qu'il envisageait de construire en Italie avec ses partisans, l'ordre des « mathématikoi ».
La ville décrite par Platon dans Les Lois a été décrite comme une tentative de noocratie.
Dans l'histoire moderne, des concepts similaires ont été introduits par Vladimir Vernadsky, qui n'a pas utilisé ce terme, mais le terme «Noosphère».
Mikhail Epstein a défini la noocratie comme « la matière pensante augmente sa masse dans la nature et la géosphère et la biosphère se transforment en noosphère. L'avenir de l'humanité peut être envisagé comme la noocratie, c'est-à-dire le pouvoir du cerveau collectif plutôt que celui des individus séparés représentant certains groupes sociaux ou la société dans son ensemble ».

## Plaidoyer de la noocratie

### Irrationalité des électeurs
Les partisans de la théorie noocratique sont convaincus que les électeurs des démocraties modernes sont en grande partie ignorants, mal informés et irrationnels.
Partant de ce principe, le mécanisme « une personne, une voix » proposé par la démocratie ne peut donc pas être utilisé pour produire des résultats politiques efficaces, pour lesquels le transfert du pouvoir à un groupe plus restreint, informé et rationnel serait plus approprié.
L’irrationalité des électeurs inhérente aux démocraties peut être liée à deux raisons principales :
- La plupart des électeurs pensent que la contribution marginale de leur vote ne peut pas faire de différence sur les résultats électoraux et ne trouvent donc pas utile de s'informer sur les questions politiques[2].
- La plupart des citoyens ont tendance à traiter l’information politique de manière biaisée plutôt que de manière impartiale et rationnelle[2]. Cela amène les électeurs à s'identifier fortement à un certain groupe politique, à trouver spécifiquement des preuves pour étayer des arguments conformes à leurs inclinations idéologiques, et finalement à voter avec un niveau élevé de partialité.

### La susceptibilité de la démocratie aux mauvaises politiques
Les noocrates soutiennent que les comportements politiques irrationnels des électeurs les empêchent de faire des choix calculés et d'opter pour les bonnes propositions politiques. Comme l’ont montré de nombreuses expériences politiques, à mesure que les électeurs sont mieux informés, ils ont tendance à soutenir de meilleures politiques, démontrant ainsi que l’acquisition d’informations a un impact direct sur le vote rationnel.
En outre, les partisans de la noocratie voient un plus grand danger dans le fait que les politiciens préfèrent mettre en œuvre les décisions politiques des citoyens simplement pour remporter les élections et stabiliser leur pouvoir, sans prêter une attention particulière aux évolutions futures, positives ou négatives, de ces politiques.
Les noocrates soutiennent donc qu'il est logique de limiter le pouvoir de vote des citoyens afin d'éviter des résultats politiques négatifs.

### Utilisation des compétences pour des résultats efficaces
Selon les noocrates, compte tenu de la nature complexe des décisions politiques, il n’est pas raisonnable de supposer qu’un citoyen possède les connaissances nécessaires pour décider des moyens d’atteindre ses objectifs politiques.
En général, les actions politiques nécessitent de nombreuses connaissances en sciences sociales dans divers domaines, tels que l'économie , la sociologie , les relations internationales et les politiques publiques ; cependant, un électeur ordinaire n’est suffisamment spécialisé dans aucun de ces domaines pour prendre la meilleure décision.
Pour les noocrates, le transfert du mécanisme de prise de décision à un petit groupe d’experts devrait donc conduire à des politiques meilleures et plus efficaces.

## Critiques de la noocratie

### Irrationalité des experts
Pour les détracteurs des noocrates, il convient de rappeler que nul n’étant expert en tout et que donc nul ne peut objectivement prétendre s’exprimer comme méta-expert compétent, aucun groupe d’expert ne peut être sélectionné sur des fondements purement et exclusivement rationnels.
De plus l’expertise d’un individu sur un domaine technique ne laisse aucunement présumer son aptitude à auto-évaluer la sortie de son champ de compétence. L’expert sans cadre social idoine sera tout autant, si ce n’est plus encore, susceptible de succomber à des biais cognitifs.
La rationalité limitée des experts sera d’autant moins un frein à un détournement vers une posture d’autorité généralisée que les effets de groupe peuvent largement la favoriser par des mécanismes de rétroactions sociales.

### La susceptibilité de la noocratie aux mauvaises politiques
Pour les détracteurs des noocrates l’expertise ne peut suffire à combler les lacunes des individus qui les rendent inaptes à projeter les conséquences effectives de leurs préférences basés sur une vision limité du monde. Toute tentative d’imposer de décider pour une société entière ne peut se légitimer par la seule expertise sur un domaine limité, de surcroît sans plan évolutif apte à intégrer rétroactivement les opinions des personnes concernées. La carte n’étant pas le territoire, les fantasmes projetés sur la première ont toutes les chances de s’avérer inapplicables sur le second.
Non seulement les personnes sur le terrain sont autrement au fait de ses réalités, mais encore ce sont celles les plus apt à y agir de façon la plus pertinente en tirant partie des indispensables connaissances ad hoc, le tout en évitant un appareil bureaucratique potentiellement aussi coûteux qu’inutile voir nuisible au fonctionnement efficace de la société.

### Utilisation des compétences pour des résultats d’autosatisfaction exclusive
Enfin pour les détracteurs de la noocratie la reconnaissance des qualifications des experts peut aisément dégénérer en filtres sociaux où se jouent des sélections tacites où les compétences instruites n’ont qu’une importance marginale, indépendante de leur utilité pour la société dans son ensemble, et plus propice à la reproduction des élites.
La structuration de la validation entre pairs pour des considérations spécifiques offre une voie toute tracée vers son étiolement en une démarche de l’entre-soi sociologique ignorant les conséquences générales de ses actes pour autant qu’elles aient des retombées positives dans le cercle restreint des personnes décisionnaires. 
Pour les détracteurs des noocrates, le transfert du mécanisme de prise de décision à un petit groupe d’experts a donc toutes les chances de conduire à des politiques qui réservent le meilleur à l’extrême minorité qu’elle représente et le pire pour tous les autres membres de la société.